# 南开一号
南开一号，即“南开一号”原子反应堆，是1958年10月3日（另说1958年10月10日）南开大学物理系二十余名师生自主建成中国高校第一座实验性原子反应堆。
1960年，南开大学新增设立研究原子能方向的物理二系。1965年，随着南开大学物理二系的原子核物理和放射化学两个专业师生整体并入兰州大学，“南开一号”原子反应堆亦再无公开资料记载。